# Korthalsella horneana
Korthalsella horneana är en sandelträdsväxtart som beskrevs av Philippe Édouard van Tieghem. Korthalsella horneana ingår i släktet Korthalsella och familjen sandelträdsväxter. Inga underarter finns listade i Catalogue of Life.